# スタラヤ・ラドガ

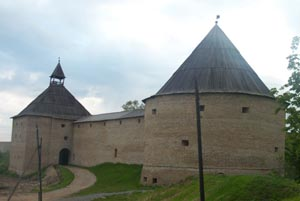
ラドガの石造りの要塞は12世紀に建設され、その4世紀後に再建されている

スタラヤ・ラドガ（ラドガ、スターラヤ・ラドガ、ロシア語:Ста́рая Ла́дога；ラテン文字表記: Staraya Ladoga）は、ノース人のサガでは「アルデイギュボルグ」（Aldeigjuborg）と呼ばれているロシア北西部の古代の街。現在はロシア・レニングラード州のヴォルホフスキー地区にある小さな村である。ラドガ湖の南、ヴォルホフ川を若干遡った位置にある。
8世紀および9世紀、この地には東ヨーロッパでも有数の豊かさを誇った交易拠点ラドガがあり、ノルマン人のルーシ族が支配者であった。現在のロシア人の起源の一つであるルーシの都であったことから、ラドガは「ロシア最初の都」とも呼ばれる。

## 起源と名称

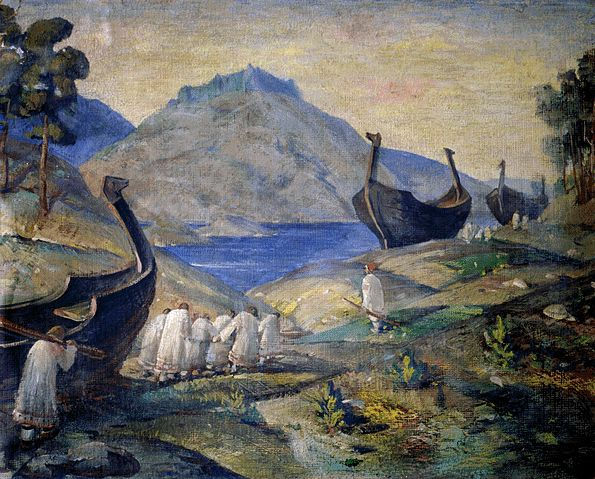
丘を超えて運ばれる船。水系から水系の間の最も距離の縮まる地点で、船や荷物を川から上げて低い分水嶺を超えて運び（連水陸路）、隣の川へ下ろして航行を続け、大陸を横断していった

年輪年代学による発掘品の調査から、ラドガの街の建設は753年頃とみられる。950年にはすでに東ヨーロッパ有数の重要な交易都市となっていた。
スタラヤ・ラドガの中心は、ヴォルホフ川にイェレナ川が合流するところに建てられた古いクレムリである。かつてはこの場所が、ヴォルホフ川をこれより先には遡れない外洋船が停泊できる港として重要であった。
バルト海から航行してきたヴァリャーグ（ヴァイキング）たちの船は、ネヴァ川などからラドガ湖を経てノヴゴロドに着き、川伝いに南を目指し黒海やコンスタンティノープルへ、あるいはカスピ海へ至っていた。この交易路が「ヴァリャーグからギリシアへの道」と呼ばれる水陸交易路である。また、ラドガ湖から他の川などを伝ってヴォルガ川水系に出て、河口付近のハザールの首都イティルに至るヴォルガ交易路もあった。イティルからはカスピ海を南下し、最終的にはバグダードへ至っていた。ヨーロッパで発見された中世アラブの硬貨のうち最古のものは、スタラヤ・ラドガで発掘されている。またスウェーデンで見つかったアラブのディルハム銀貨のうち90%から95%はラドガ経由のものとみられる。
ラドガの住民はノース人のほか、フィン人、スラヴ人などが混在しており、皆違った名前でこの街を呼んでいた。フィン語のもともとの地名ではアロデ＝ヨキ（Alode-joki、「低地の川」）と呼ばれていたが、ノース語ではアルデイギャ（Aldeigja）へと変化し、さらに古東スラヴ語ではラドガ（Ladoga）と変化した。

## リューリク朝のラドガ

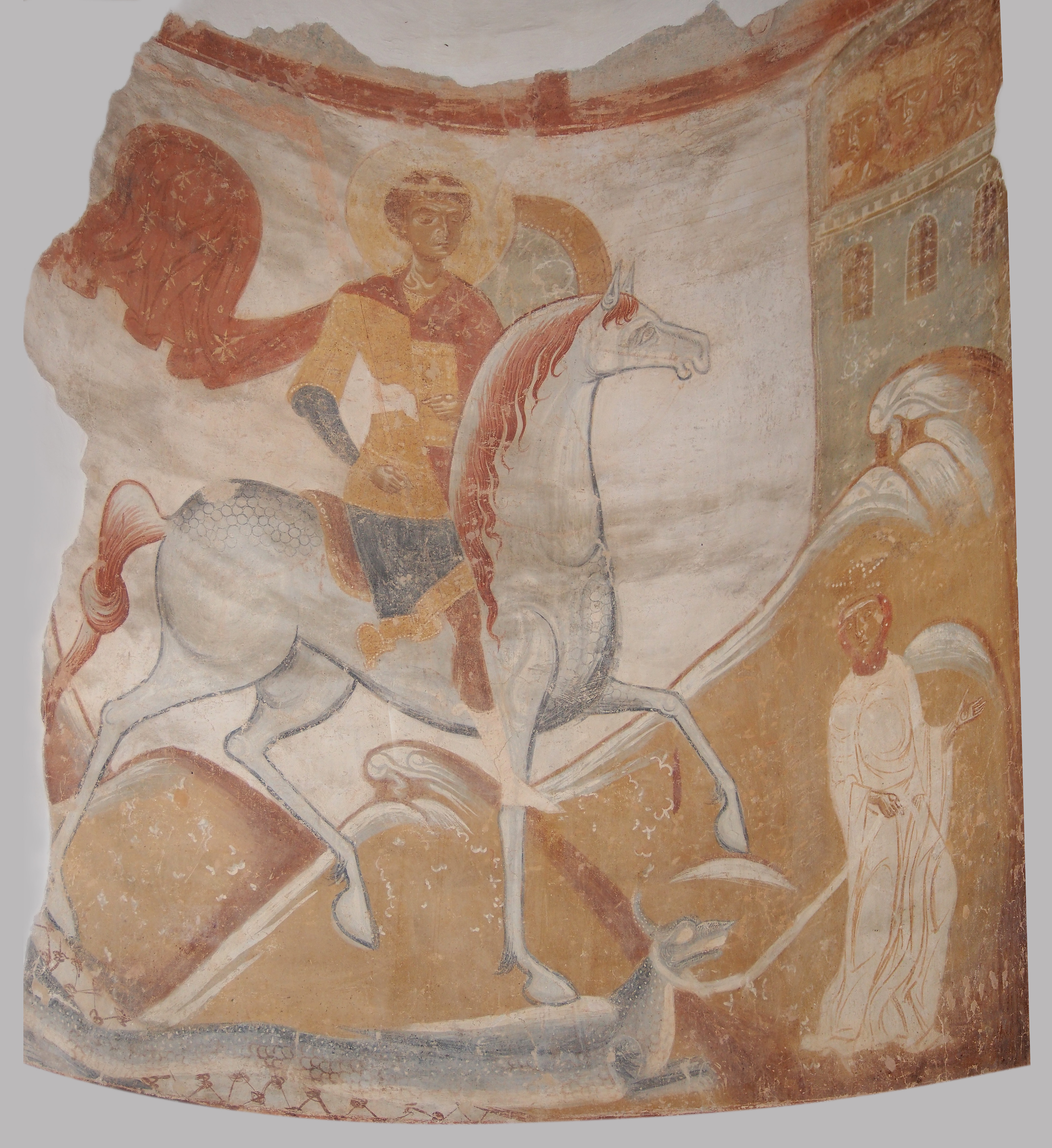
聖ゲオルギイ教会のフレスコ画。1167年に描かれたもの

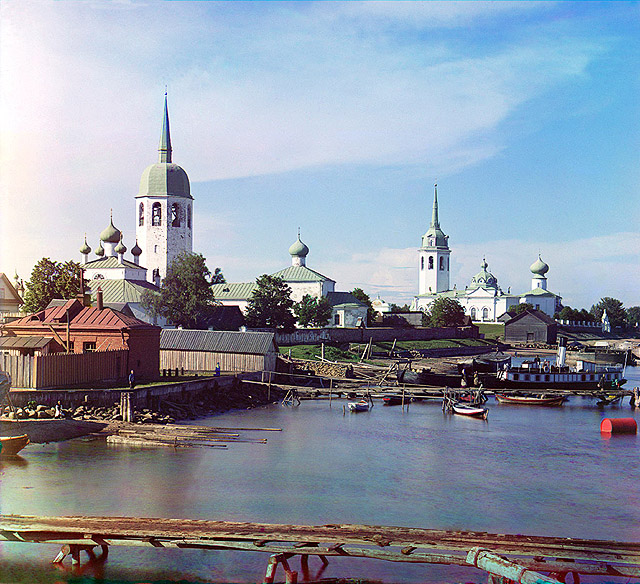
ノヴァヤ・ラドガ（1911年撮影）

コストロマの修道院から発見された『原初年代記』（ルーシの歴史書）のイパーチー写本（Hypatian Codex）によれば、ヴァリャーグの伝説の王リューリクは862年にラドガに至りここを自分の都と定めた。リューリクの後継者たちはその後ノヴゴロドへ、さらにキエフへ移り、強大なキエフ・ルーシの礎を築いた。ラドガの周囲には巨大なクルガン（王族の古墳）がいくつか現存するが、そのうち一つはリューリクの陵墓であるとされている。他にリューリクの後継者オレグのものとされるクルガンもある。『ヘイムスクリングラ』をはじめとするノース人の文献には、990年代後半にノルウェーのエイリーク・ハーコナルソンがラドガ湖を襲いラドガの街に火をかけたことが記されている。
ラドガが次に年代記に現れるのは1019年、スウェーデン王オーロフの娘インギゲルド・オロフスドッテル（Ingigerd Olofsdotter）がノヴゴロド公ヤロスラフ1世と結婚したときで、その結婚の条件としてヤロスラフは妻にラドガを譲り、妻は父親のいとこのスウェーデン貴族ランヴァルド・ウルフソーン（Ragnvald Ulfsson）をその支配者に任じた。この話は北欧側のサガでも確認されているほか、ラドガの発掘品からもラドガが次第にヴァリャーグの街となっていったことが確認できる。少なくとも二人のスウェーデン王（ステンキルとインゲ1世）が青少年期をラドガで過ごしている。
12世紀と13世紀の年代記では、ラドガは強大なノヴゴロド公国（ノヴゴロド共和国）の所有する、交易のための死活的に重要な前哨地であったことがわかる。ノヴゴロドは五つの塔といくつかの教会のある要塞を建てた。この要塞は15世紀末から16世紀初めにかけて再建されているが、聖ゲオルギイ教会と生神女就寝教会はもとの場所に当時の栄光に満ちた姿を残して建っている。特に聖ゲオルギイ教会の内部には12世紀の素晴らしいフレスコの壁画が残っている。

## 17世紀以後

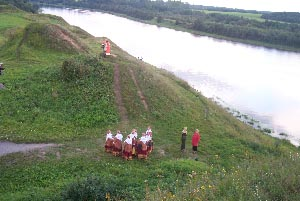
スタラヤ・ラドガの1250年祭に伝統的な衣装を着て集まる人々

1703年、ピョートル大帝は、ラドガ湖岸により近い位置に、新しい街であるノヴァヤ・ラドガ（Novaya Ladoga, 「新しいラドガ」）を建てた。古代の城塞と街は次第に衰退し、新しいラドガとの区別のため「古いラドガ」、スターラヤ・ラドガと呼ばれるようになった。
要塞内には上記の2つの教会のほか、12世紀半ばの聖クリメント教会の廃墟や、17世紀に建設され聖ニコライに奉献された修道院などもある。